# Енг Хіан
Енг Хіан (спрощ.: 徐永贤; кит. трад.: 徐永賢; піньїнь: Xú Yǒngxián; індонез. Hian Eng; нар. 17 травня 1977, Суракарта, провінція Центральна Ява, Індонезія) — індонезійський бадмінтоніст, олімпійський медаліст.

## Спортивні досягнення
На Олімпійських іграх 2004 року в Афінах здобув бронзову нагороду в парному чоловічому розряді (з Фланді Лімпеле). Брав участь в Олімпійських іграх 2000 року в Сіднеї, де посів 5 місце в парному чоловічому розряді.